# تمسة
قرية تمسةتوجدهذه القرية في وسط بحرمن الرمال الخفيفه المشبعه بأشجارالنخيل التي تحيط بالقرية من حميع
النواحي حيث الرقعة الضيقة التي توجدعليها القرية ممايتعذرالتوسع العمراني عليها لذلك فكر المواطنون في ايجاد البديل لموقع تمسه الجديدة بتعاون الجميع في وضع أساس جديد خارج كل هذه المعوقات علي بعد كيلومتلر ونصف تقريبا شمالا وغربا حيث تتوفر جميع الإمكانيات اللازمة لإقامة أساس هذه القرية الجديدة وكان ذلك في عام 1975إفرنجي، وتم إعداد مخطط عام للقريه الجديدة
يسع جميع التوسعات العمرانيه المستقبلية
تقع هذه القرية في الجنوب الشقي من ليبيا تطل علي جبال الهروج السوداء ويحدها من الغرب مدينة زويله الأثريه علي بعد سبعه وسبعين كيلومتر، ومن الشرق منطقة واو الكبيرعلي بعد مائه وثمانين كيلو متر وكذلك منطقة واو الناموس السياحية علي بعد 320 كيلم متر
ومن الجنوب أودية وجبال وشريط من الرمال يفصلها عن شريط القري الثلاث هي تربو، أم ازوير
مجدول، ومن شمالها منطقة الفقهاء علي بعد180 كيلو متر والتي تعتبرامتدادا للقريه لأن سكانها من فبيلة الزيادين الذين يشكلون الغالبية العظمي في القريتين حيث ينحدرون من سلالة الشريف زيدان الذي دفن في مدينة الزيغن ودفن ابنه الشريف احميد بتمسه وزاويته المشهورة عبر التاريخ في منطقة الفقهاء والتي ساهمت في مد عابر السبيل بإنتاج أملاكها التي أوقفها عليها مؤسسها الشيخ الشريف زيدان من تمر وشعير مدة اقامته بالقرية هذا الإنتاج من ثلاث بساتين هي الشرقي – والوسطي – والغربي تحت إشراف وحراسة ثلاثة أشخاص يمثلون عائلات الزيادين بالفقهاء
مع عدد من الخدم يقومون برفع مايغدي الضبف من تمر وشعير في كل صباح ومساء مدة إقامته
وإذاجاء موسم المحصول الآخر وما تبقي من هذا الزاد يقوم المشرفون علي املاك هذه الزاوية بتقديمه لأي محتاج من القرية كسلفه علي ان يرده عند الموسم مما يدل علي مساهمته في هذهالزاويه في زاد عابر السبيل والمقيم بالقرية المحتاج.
ويربط هذه المدينة بمدينة سبها طريق صحراوي يبعد 150 كم وبمنطقة البوانيس 120 كم ومنطقة الهروج وتازربو والكفرة بحوالي 600 كم، هذه القرية مترامية الأطراف يطمئن قاصدها عند النزول بها ويرتاح من، عناء السفرومشاق الطريق، أما القرية القديمة التي تعتبر تراث الآباء والأجداد وانعكاسا للعناء الشديد الذي مر بهم حيث تحققت احلامهم بالنقلة السريعة التي تمت بالجهود المبدوله لثورة الفاتح العظيمه التي قامت من اجل هذا
نأمل دائما علي الحفاظ علي هذه الآثار لتبقي لوحة ملموسه واقعية محسوسه للزائر، وكل من يشاهدها ليقف علي كثب بالمقارنة العينية علي كل ما كانت عليه هذه القرية بالامس وما عليه اليوم من تطور عمراني وبشري وغيره]] 
توجدهذه القرية في وسط بحرمن الرمال الخفيفه المشبعه بأشجارالنخيل التي تحيط بالقرية من حميع
النواحي حيث الرقعة الضيقة التي توجدعليها القرية ممايتعذرالتوسع العمراني عليها لذلك فكر المواطنون في ايجاد البديل لموقع تمسه الجديدة بتعاون الجميع في وضع أساس جديد خارج كل هذه المعوقات علي بعد كيلومتلر ونصف تقريبا شمالا وغربا حيث تتوفر جميع الإمكانيات اللازمة لإقامة أساس هذه القرية الجديدة وكان ذلك في عام 1975إفرنجي، وتم إعداد مخطط عام للقريه الجديدة
يسع جميع التوسعات العمرانيه المستقبلية
تقع هذه القرية في الجنوب الشقي من ليبيا تطل علي جبال الهروج السوداء ويحدها من الغرب مدينة زويله الأثريه علي بعد سبعه وسبعين كيلومتر، ومن الشرق منطقة واو الكبيرعلي بعد مائه وثمانين كيلو متر وكذلك منطقة واو الناموس السياحية علي بعد 320 كيلم متر
ومن الجنوب أودية وجبال وشريط من الرمال يفصلها عن شريط القري الثلاث هي تربو، أم ازوير
مجدول، ومن شمالها منطقة الفقهاء علي بعد180 كيلو متر والتي تعتبرامتدادا للقريه لأن سكانها من فبيلة الزيادين الذين يشكلون الغالبية العظمي في القريتين حيث ينحدرون من سلالة الشريف زيدان الذي دفن في مدينة الزيغن ودفن ابنه الشريف احميد بتمسه وزاويته المشهورة عبر التاريخ في منطقة الفقهاء والتي ساهمت في مد عابر السبيل بإنتاج أملاكها التي أوقفها عليها مؤسسها الشيخ الشريف زيدان من تمر وشعير مدة اقامته بالقرية هذا الإنتاج من ثلاث بساتين هي الشرقي – والوسطي – والغربي تحت إشراف وحراسة ثلاثة أشخاص يمثلون عائلات الزيادين بالفقهاء
مع عدد من الخدم يقومون برفع مايغدي الضبف من تمر وشعير في كل صباح ومساء مدة إقامته
وإذاجاء موسم المحصول الآخر وما تبقي من هذا الزاد يقوم المشرفون علي املاك هذه الزاوية بتقديمه لأي محتاج من القرية كسلفه علي ان يرده عند الموسم مما يدل علي مساهمته في هذهالزاويه في زاد عابر السبيل والمقيم بالقرية المحتاج.
ويربط هذه المدينة بمدينة سبها طريق صحراوي يبعد 150 كم وبمنطقة البوانيس 120 كم ومنطقة الهروج وتازربو والكفرة بحوالي 600 كم، هذه القرية مترامية الأطراف يطمئن قاصدها عند النزول بها ويرتاح من، عناء السفرومشاق الطريق، أما القرية القديمة التي تعتبر تراث الآباء والأجداد وانعكاسا للعناء الشديد الذي مر بهم حيث تحققت احلامهم بالنقلة السريعة التي تمت بالجهود المبدوله لثورة الفاتح العظيمه التي قامت من اجل هذا
نأمل دائما علي الحفاظ علي هذه الآثار لتبقي لوحة ملموسه واقعية محسوسه للزائر، وكل من يشاهدها ليقف علي كثب بالمقارنة العينية علي كل ما كانت عليه هذه القرية بالامس وما عليه اليوم من تطور عمراني وبشري وغيره